# Pastilla (geslacht)
Pastilla is een geslacht van kreeftachtigen uit de klasse van de Malacostraca (hogere kreeftachtigen).

## Soort
- Pastilla ruhuna Ng & Tay, 2001